# Fryderyk Michał Wittelsbach (Pfalz-Birkenfeld)
Fryderyk Michał Wittelsbach (ur. 27 lutego 1724 w Rappoltsweiler, zm. 15 sierpnia 1767 w Schwetzingen) – książę Palatynatu-Birkenfeld.

## Życiorys
Syn Christiana III Wittelsbacha księcia Palatynatu-Zweibrücken i Karoliny Nassau-Saarbrücken. Miał trójkę rodzeństwa: Karolinę żonę 
landgrafa Hesji-Darmstad Ludwika IX, Christiana księcia Palatynatu-Zweibrücken, Christinę żonę księcia Karola Waldeck-Pyrmont.
Jego ojciec zmarł w 1735 roku. Matka wysłała go wraz ze starszym bratem najpierw na Uniwersytet w Lejdzie, a później na dwór francuski.
6 lutego 1746 roku poślubił księżniczkę Marię Franciszkę Wittelsbach, córkę Józefa Karola hrabiego Palatynatu-Sulzbach i Elżbiety Augusty Wittelsbach. Para miała piątkę dzieci:
- Karola Augusta (1746-1795) – księcia Palatynatu-Sulzbach i Palatynatu-Zweibrücken
- Klemensa Augusta (1749-1750)
- Marię Amalię (1752-1828) – żonę króla Saksonii Fryderyka Augusta I Wettyna
- Marię Annę (1753-1824) – żonę księcia w Bawarii Wilhelma Wittelsbacha
- Maksymiliana Józefa (1756-1825) – króla Bawarii

Był Reńskim Feldmarszałkiem, gubernatorem Mannheim, a od 1758 roku Feldmarszałkiem Świętego Cesarstwa Rzymskiego. Był dowódcą armii w czasie wojny siedmioletniej. 